# Sinatra (película de 1988)
Sinatra es una película española de género dramático estrenada el 13 de mayo de 1988, dirigida por Francesc Betriu y protagonizada en los papeles principales por Alfredo Landa, Ana Obregón y Maribel Verdú.
El guion se basa en la novela Sinatra: Novela urbana del escritor argentino Raúl Núñez, publicada en 1984.
Logró diversos galardones, entre los que destacan el premio Adircae a Alfredo Landa a la mejor interpretación
 y el Premio de Cinematografía de la Generalidad de Cataluña al mejor film y director.
Asimismo Alfredo Landa fue nominado como mejor actor de cine en los Fotogramas de Plata y en los Premios Goya del mismo año.

## Sinopsis
Antonio Castro ‘Sinatra’ actúa en Barcelona como imitador de Frank Sinatra. Su mujer le abandona y hundido vaga como un “extraño en la noche” y va a parar a una pensión del Barrio Chino. Pasa el tiempo y, al no poder pagar el alquiler, el dueño le ofrece trabajo como portero nocturno. Una noche, lee en una revista el anuncio de un club de amistades por correspondencia y su vida comienza a complicarse.

## Reparto
- Alfredo Landa como Sinatra.
- Ana Obregón como Isabel.
- Maribel Verdú como	Natalia.
- Mercedes Sampietro como la mujer de Sinatra.
- Manuel Alexandre como Manolo.
- Julia Martínez como la señora Hortensia.
- Luis Ciges como Lagarto.
- Queta Claver como Clementina.
- Carlos Lucena como	Camacho.
- Víctor Pi como Juan Cuevas Heredia.
- Antonio Suárez como Rosita.
- Pilar Rebollar como Begoña.
- Berti Tovías como Hermano Blanco Sol.
- Juan Torres como Pepe.
- Antonio Molino Rojo como encargado del bingo.
- Teresa Soler como putilla tatuada.
- Vicenç Manel Domènech como	Contreras.
- Teresa Giménez como rubia platino.
- Joaquín Sabina como Groucho Marx.
- Lloll Bertran como	mujer con idiota.
- Juan Viñallonga como recepcionista de noche.
- David Pastor como Ramón.
- Manuel Vancells como cartero.
- Jordi Bas como Rafael.
- Silvia Solar como	mujer madura.
- Joan Canadell como recepcionista de día.
- Joaquín Gómez como guardia #1.
- José Luis López como guardia #2.
- Joan Vázquez como camarero del café de la Ópera.
- Eva Mariol como chica en la puerta del cine.
- Benito Pocino como	idiota.
- Jordi Torras como médico.